# رولا شامية
رولا شامية  (5 سبتمبر 1976 -)، ممثلة لبنانية.

## عن حياتها
ظهرت على شاشة التلفاز منذ أن كانت في الخامسة عشرة من عمرها، درست التمثيل والمسرح في الجامعة، بدأت مسيرتها عام 1995 ،أول إطلالة لها كانت في البرنامج الكوميدي لا يمل على شاشة تلفزيون المستقبل مع زملائها عادل كرم ونعيم حلاوي ثم إنتقلت لقناة إم تي في اللبنانية بعدها شاركت بعدة مسلسلات لبنانية وعربية، سجلت رولا عدة أغاني لكنها لم تبصر النور

### حياتها الأسرية
كانت تربطها علاقة حب بإبن جورج وسوف الأكبر وديع لكنها لم تستمر، كما كانت على علاقة بالمقدم أيمن القيسوني ولم تدم بعد ذلك تمت خطبتها من اللبناني فراس عازار عام 2013 لكن تم فسخ الخطوبة.
في العاشر من يناير 2019 دخلت القفص الذهبي حيث تزوجت مدنيا في قبرص من اللبناني رودي سعد. وأعلنت طلاقها بعد حوالي 14 شهرًا من زواجها (عام وثلاثة أشهر) بعد قصة حب عرف بها الجميع مع زوجها الذي يصغرها سنًا.

## حقيقة الفيلم الإباحي المفبرك
إنتشر فيلم على شبكة تظهر فيها فتاة تشبه رولا لكنها نفت هذا الشئ وأكدت أن مبادئها وأخلاقها لا تسمح لها بهذا الشئ وأن الفاعلة هي ممثلة قامت بتركيب صورها لتشويه سمعتها وتم بحقها جميع الإجراءات القانونية 

## أعمالها

### في التلفزيون والسينما
- (2024:المزرعة[7]
- والتقينا

مسلسل 2022
- أحلى الأيام

مسلسل 2020
- رولا وماريو

مسرحية 2019
- ليالي

نور
مسلسل 2009
- خدنا بحلمك

مسلسل 2009
- أبو رياض مين قدو

فيلم 2008
- أثقل فيلم 1998
- الجبال حين تنهار

مسلسل 2002

### برامج تلفزيونية
قدمت رولا برامجا كوميدية عديدة على شاشتي تلفزيون المستقبل وإم تي في اللبنانية:-
- ولعانة 2024 إذاعة أغاني أغاني
- ما في متلو 2014
- برنامج خدنا بحلمك 2009
- برنامج نجوم عالطريق 2009
- برنامج موبايل ستار 2008
- برنامج لا عالبال عالخاطر 2003
- برنامج شو بدو يصير 2000
- برنامج القصة ومافيها 1999
- برنامج أس ال شي 1998-2001
- برنامج لا يمل 1995-2000

## مشاركتها في ديو المشاهير
في نوفمبر 2015 شاركت رولا في برنامج ديو المشاهير (الموسم الرابع) على شاشة إم تي في اللبنانيةو إم بي سي فور لدعم إحدى المؤسسات الخيرية حيث غنت مع العديد من نجوم الغناء في العالم العربي 

## روابط خارجية
- رولا شامية على موقع قاعدة بيانات الأفلام العربية